# Rummikub
A Rummikub olyan társasjáték, melynek a rablórömihez hasonló szabályai vannak, de lényeges különbség, hogy nem kártyalapokkal, hanem azokat helyettesítő műanyaglapokkal kell játszani, amiket kis tartókon vagy táblán kell elhelyezni, ezért táblás röminek is hívják. A játék 1980-ban elnyerte a Spiel des Jahres (Az év játéka) díjat.

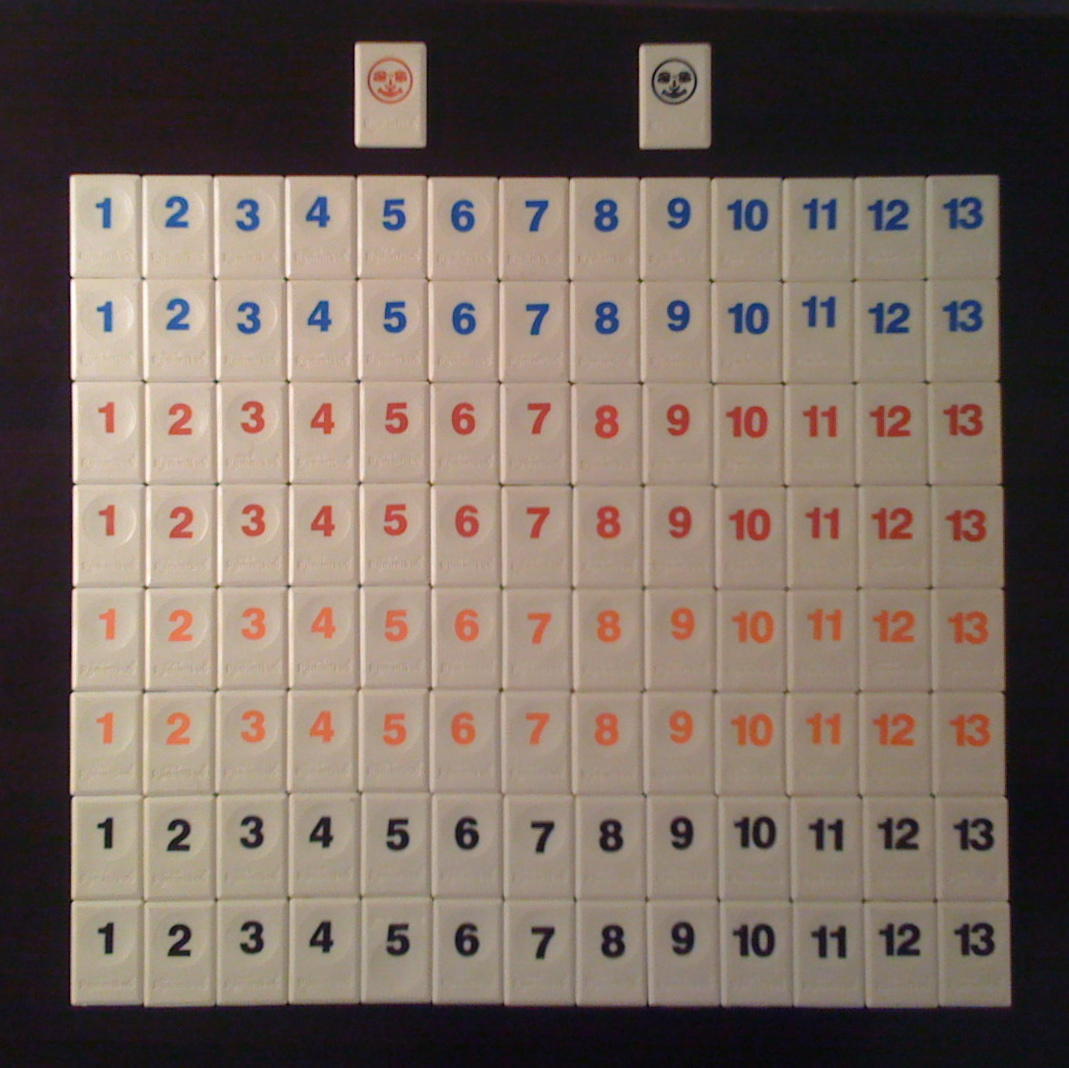
A rummikub lapkészlete

## Tartozékok
A játékot 2–4 játékos játszhatja, ezért egy készlet négy táblából, és a műanyaglapokból áll. A lapok 1-től 13-ig vannak megszámozva négy színben (általában piros, sárga, kék és fekete), és a négyszínű garnitúrából kettő kell a játékhoz. A garnitúrák gyakorlatilag két csomag francia kártyának felelnek meg, amit még két joker egészít ki, így a teljes lapkészlet 106 lapból áll. A játékot így tulajdonképpen kártyákkal is lehet játszani, de a szabályok miatt táblával és a különböző színű lapokkal kényelmesebb.

## A játék menete[1]

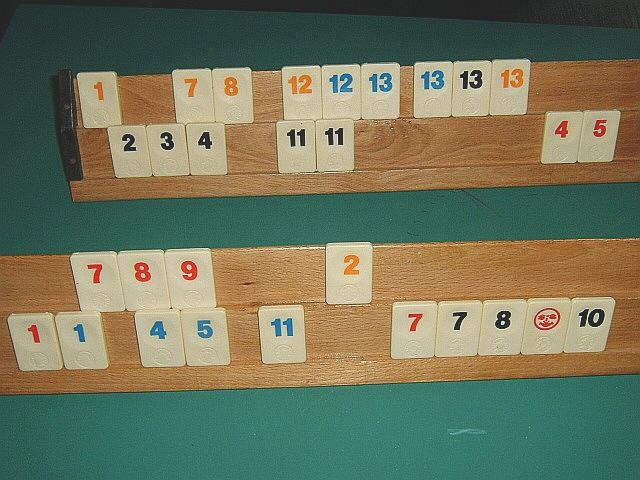
A rummikub lapjai a táblákon. A felső táblán egy háromszínű 13-as sorozat és egy háromtagú fekete sor (2-3-4), az alsón egy szintén háromtagú piros sor (7-8-9), valamint egy négytagú fekete sor (7-8-joker-10) is látható, amelyek mind lepakolhatóak.

A táblák felállítása után minden játékos húz egy lapot, aki a legnagyobb számot húzta az a kezdőjátékos.  A játék további menete az óramutató járásával megegyező irányú.
A kihúzott lapokat visszateszik, és újrakeverés után mindenki húz 14 lapot. A kezdőjátékos ezután megnézi, hogy le tud-e a szabályok szerint 30 pontértékű lapot tenni a tábláján szereplő lapokból a beszálláshoz. Ha erre még nem képes passzol és húz egy lapot a talonból, majd átadja a beszállás lehetőségét a mellette ülő játékosnak. Játékba beszálláskor a játékos még nem használhatja fel az asztalon lévő lapokat!
A lapok lerakásának három alapvető feltételnek kell megfelelniük, illetve csak így szerepelhetnek lerakva:
- Legkevesebb három lapnak kell együtt szerepelniük.
- A Sorozatok csak egymás után következhetnek sorrendben 1-től 13-ig és csak azonos színűek lehetnek. Az 1-es elé és a 13-as után nem lehet lapot helyezni.
- Egyazon számmal rendelkező lapok Csoportként, különböző színekben is lerakhatóak (értelemszerűen három vagy akár mind a négy színnel).

Miután megtörtént a játékba beszállás, a játékosok a lepakolt sorozatokat és csoportokat alkotó lapok segítségével, azok felhasználásával újabb sorozatok és csoportok létrehozásával, vagy egyszerűen a már meglévők bővítésével tudnak a lapjaiktól megszabadulni. A játékba való beszállást követően ha a játékosnak 1 percen belül nem sikerül befejeznie a kombinációkat az asztalon fekvő és a tábláján levő lapokból, akkor minden játéklapot vissza kell tenni az eredeti helyére és büntetésül 3 lapot kell húzni.
A jokerrel ugyanúgy bármely lap helyettesíthető, mint a kártyás röminél, beszálláshoz is felhasználható, sorban és sorozatban egyaránt. Ha sorban helyezkedik el, az adott lappal lehet kiváltani, ha sorozatban – két ugyanolyan, de különböző színű lap, meg a joker – egy harmadik színnel (vagy akár a maradék kettő színnel) váltható ki. Fontos, hogy a kiváltott jokert (ahogy minden más lepakolt lapot is) a kiváltáskor mindjárt fel kell használni, azaz lap a lerakást követően semmikor sem kerülhet vissza a táblára. Ha osztásnál kerül a joker az egyik játékoshoz, a többi laphoz hasonlóan ő dönti el mikor kívánja azt felhasználni.

## A játék célja
A játék célja, hogy minden táblán lévő lapot szabályosan le tudjunk rakni, az a nyertes, akinek egy játszma során ez először sikerül.
Többfordulós játékban a fordulók végén minden játékos annyi mínusz pontot kap, mint a tábláján szereplő lapok értékének összege (a joker 30 pontot ér). A nyertes játékos pedig pluszpontként kapja meg játékostársai pontjainak összegét.